# Seznam apostolskih nuncijev v Sloveniji
Seznam apostolskih nuncijev v Sloveniji.

## Seznam
| #  | Slika                     | Ime                     | Rojen, umrl                                        | Škofovsko posvečenje                                              | Naslovna nadškofija | Službovanje                           | Sočasna nunciatura | Sočasna nunciatura   |
| -- | ------------------------- | ----------------------- | -------------------------------------------------- | ----------------------------------------------------------------- | ------------------- | ------------------------------------- | ------------------ | -------------------- |
| 1. | Klikni za spremembo slike | Pier Luigi Celata       | 23. januar 1937, Pitigliano                        | 6. januar 1986, Janez Pavel II.                                   | Doclea              | 24. junij 1992 – 6. februar 1995      | Malta              | od 12. decembra 1985 |
| 1. | Klikni za spremembo slike | Pier Luigi Celata       | 23. januar 1937, Pitigliano                        | 6. januar 1986, Janez Pavel II.                                   | Doclea              | 24. junij 1992 – 6. februar 1995      | San Marino         | od 7. maja 1988      |
| 2. | Klikni za spremembo slike | Edmond Farhat           | 20. maj 1933, Ain Kfaa, 17. december 2016, Rim     | 20. oktober 1989, Janez Pavel II.                                 | Biblos              | 26. julij 1995 – 11. december 2001    | Makedonija         |                      |
| 3. | Klikni za spremembo slike | Marian Oleś             | 8. december 1934, Miastkowo, 24. maj 2005, Varšava | 6. januar 1988, Janez Pavel II.                                   | Ratiaria            | 11. december 2001 – 1. maj 2002       | Makedonija         |                      |
| 4. | Klikni za spremembo slike | Giuseppe Leanza         | 2. januar 1943, Cesarò                             | 22. september 1990, Agostino Casaroli (vatikanski državni tajnik) | Lilybaeum           | 15. maj 2002 – 22. februar 2003       | BiH                | od 29. aprila 1999   |
| 4. | Klikni za spremembo slike | Giuseppe Leanza         | 2. januar 1943, Cesarò                             | 22. september 1990, Agostino Casaroli (vatikanski državni tajnik) | Lilybaeum           | 15. maj 2002 – 22. februar 2003       | Makedonija         | od 18. maja 2002     |
| 5. | Klikni za spremembo slike | Santos Abril y Castelló | 21. september 1935, Alfambra                       | 16 junij 1985, Agostino Casaroli (vatikanski državni tajnik)      | Tamada              | 9. april 2003 – 9. januar 2011        | BiH                | do 21. novembra 2005 |
| 5. | Klikni za spremembo slike | Santos Abril y Castelló | 21. september 1935, Alfambra                       | 16 junij 1985, Agostino Casaroli (vatikanski državni tajnik)      | Tamada              | 9. april 2003 – 9. januar 2011        | Makedonija         |                      |
| 6. | Klikni za spremembo slike | Juliusz Janusz          | 17. marec 1944, Łyczana                            | 8. maj 1995, Angelo Sodano (vatikanski državni tajnik)            | Caorle              | 10. februar 2011 – 21. september 2018 | Kosovo             |                      |
| 7. | Klikni za spremembo slike | Jean-Marie Speich       | 15. junij 1955, Strasbourg                         | 24. oktober 2013, Frančišek                                       | Sulci               | 19. marec 2019 – 12. april 2025       | Kosovo             |                      |
| 8. | Klikni za spremembo slike | Luigi Bianco            | 3. marec 1960, Montemagno Monferrato               | 25. april 2009, Tarcisio Bertone (vatikanski državni tajnik)      | Falerone            | 20. maj 2025 –                        | Kosovo             |                      |